# リック・レアード
リック・レアード（Rick Laird、1941年2月5日 - 2021年7月4日）は、アイルランド出身のベーシスト。特に、アメリカ合衆国のジャズ・フュージョン・バンド「マハヴィシュヌ・オーケストラ」の活動で知られている。

## 略歴
アイルランドのダブリンで生まれたレアードは、若い頃から音楽の演奏に興味を示し、ギターとピアノのレッスンを受けていた。16歳の時に父親と一緒にニュージーランドに移住した後、ジャズに携わるようになる。アップライトベースを入手する前に、ニュージーランドのジャム・バンドでギターを弾くようになった。ニュージーランドでの大規模なツアーの後、彼はオーストラリアのシドニーに移り、そこでドン・バロウズを含む多くのトップ・ジャズ・ミュージシャンと演奏することとなる。
1962年、イギリスに渡り、ロンドンのロニー・スコッツ・ジャズ・クラブでハウス・ベーシストとなって、ギタリストのウェス・モンゴメリーやソニー・スティットを含む多くの偉人、そして1969年にはバディ・リッチとの共演も行った。1963年から1964年までレアードはロンドンのギルドホール音楽演劇学校に在籍した。彼はソニー・ロリンズのレコード『アルフィー』の録音に参加し、ブライアン・オーガー・アンド・ザ・トリニティー（1963年7月-1964年2月）とブライアン・オーガー・グループ（1964年2月-10月）で演奏した。
次に選んだステップは、アメリカのボストンにあるバークリー音楽大学に行き、そこでアレンジ、作曲、そして弦楽器のベースを学ぶことだった。その後、ジョン・マクラフリンとマハヴィシュヌ・オーケストラを結成し、バンドが解散する1973年までエレクトリック・ベースを演奏するために在籍した。やがてニューヨークに移り、スタン・ゲッツ（1977年のツアー）やチック・コリア（翌年のツアー）と演奏した。レアードはリーダーとして1枚のアルバム『ソフト・フォーカス』を発表した。1980年に『Guitar Player』誌、1999年には『Bass Player』誌でインタビューを受けている。今日、彼は成功した写真家であり、ベースの個人教授でもあり、中級から上級レベルのベースの教則本を数多く執筆している。
レアードは、彼の主要なフレッテッド・ベースとして「S. D. Curlee」を演奏した一握りのミュージシャンのひとりだった。
アートの世界ではリチャード・レアードとして知られる彼は、2009年3月、ほとんど忘れかけていた過去に伝説的なジャズ・アーティストを撮影したファイル・キャビネットの中の写真コレクションを見つけた。マイルス・デイヴィス、チック・コリア、ウェイン・ショーター、マハヴィシュヌ・オーケストラ、エルヴィン・ジョーンズ、キース・ジャレットらを含むこれらの歴史的な写真の発見は、オンライン・アーカイブの形成につながった。
2021年7月4日、80歳で死去。

## ディスコグラフィ

### ソロ・アルバム
- 『ソフト・フォーカス』 - Soft Focus (1977年、Timeless Muse)

### 参加アルバム
プリンス・ラシャ
- Insight (1966年、CBS)

エディ・ジェファーソン
- 『スティル・オン・ザ・プラネット』 - Still on the Planet (1976年、Muse)

エリック・クロス
- 『バトル・オブ・サックス』 - Battle of the Saxes (1976年、Muse) ※with リッチー・コール

スタン・ゲッツ
- 『アラン・ドロンのチェイサー』 - Mort d'un Pourri (1977年、Melba) ※サウンドトラック

リッチー・コール
- 『ニューヨーク・アフターヌーン』 - New York Afternoon (1977年、Muse)
- 『キーパー・オブ・ザ・フレイム』 - Keeper of the Flame (1979年、Muse)

ヴィック・ジュリス
- 『ロードソング』 - Roadsong (1978年、Muse)

ユセフ・ラティーフ
- Live at Ronnie Scott's 15 Jan 1966 (2017年、Gearbox Records) ※リック・レアード (ベース)、スタン・トレイシー (ピアノ)、ビル・イーデン (ドラム)